# Santa Terezinha
Santa Terezinha este un oraș în Mato Grosso (MT), Brazilia.